# 塩田庄兵衛
塩田 庄兵衛（しおた しょうべえ、1921年4月15日 - 2009年3月20日）は、日本のマルクス主義経済学者、社会運動史・労働運動史研究者。学位は経済学博士（立命館大学、1987年）。東京都立大学 (1949-2011)名誉教授、立命館大学名誉教授。
昭和34年労働運動史研究会を設立。40年日本科学者会議常任幹事。平和・大衆運動にも参加した。

## 経歴
- 1921年（大正10年） - 高知県吾川郡伊野町（現・いの町）で生まれる
- 1941年（昭和16年） - 大阪府立旧制浪速高等学校文科乙類卒業
- 1943年（昭和18年） - 東京帝国大学経済学部卒業
- 1946年（昭和21年） - 東京大学社会科学研究所助手、旧制武蔵高等学校講師
- 1950年（昭和25年） - 東京都立大学人文学部専任講師
- 1951年（昭和26年） - 東京都立大学人文学部助教授
- 1962年（昭和37年） - 東京都立大学法経学部教授
- 1962年（昭和37年） - 東京都立大学経済学部教授、経済学部学部長
- 1973年（昭和48年） - 東京都立大学名誉教授
- 1974年（昭和49年） - 立命館大学経済学部教授
- 1978年（昭和53年） - 立命館大学経済学部長
- 1987年（昭和62年） - 立命館大学名誉教授
- 1989年（平成元年） - 流通経済大学大学院教授
- 2009年（平成21年） - 肺炎のため死去

### 学会活動
- 社会政策学会幹事，労働運動史研究会会長，日本科学者会議代表幹事、世界科学者連盟執行評議員
- 1969年以降　日本学術会議第8 ,9 ,12期会員を歴任

## 著作
- 『幸徳秋水』、新日本出版社、1993年
- 『日本戦後史資料』、青木書店、1979年
- 『日本社会運動史』、岩波書店、1982年
- 『実録　六〇年安保闘争』、新日本出版社、1986年
- 『日本社会運動人名辞典』、新日本出版社、1995年